# Nokia E60

Nokia E60 are caracteristici precum Wi-Fi, push e-mail, VoIP și 3G. Nokia E60 face parte din E-Series (Seria E), E vine de la Enterprises (afaceri).

## Design
Nokia E60 este un smartphone monobloc cu dimensiunile de 115 mm x 49 mm x 16.9 mm și are greutatea de 117 de grame.
Pe partea din față a telefonului tastele din stânga, din dreapta și de apel și tastele joystick-ului cu 5-căi de navigare. 
Joystick-ul de pe E60 este acoperit cu cauciuc, iar acest lucru oferă o aderență bună. Tastatura este standard și este confortabil de utilizat.
Pe partea dreaptă a telefonului veți găsi difuzorul și slot pentru card de memorie RS-MMC. 
Pe partea stângă a aparatului tastele de volum sunt situate lângă butonul de înregistrare de voce.
Cu ajutorul tastei 0 în partea de jos a tastaturii se activează Internetul.

## Conectivitate
Nokia E60 suportă GPRS și EDGE. Acesta are un port infraroșu și Bluetooth v1.2, Push-to-talk (PTT).
E60 oferă conectivitate WiFi care permite de a fi conectat la aproape orice tip de rețea din lume. Sistemul sprijină rețelele de criptare WEP și WPA.
Smartphone-ul oferă suport pentru USB 2.0 prin conectorul Pop-Port. Acest lucru duce la sincronizarea rapidă a datelor și funcționează ca modem pentru laptop sau PC.
Pentru e-mail se pot utiliza protocoalele IMAP/POP3. Suportă opțiunea de Blackberry Connect.

## Multimedia
Nokia E60 are rezoluția ecranului de 352 x 416 pixeli și este capabil să afișeze până la 16 milioane de culori.
Player-ul de muzică are încorporat un egalizator suportă fișierele MP3/AAC și se recunoaște lista M3U. Smartphone-ul este livrat cu căști mono, dar se pot folosi și căști stereo.
E60 nu are o cameră foto.

## Aplicații
Este bazat pe S60 cu sistemul de operare Symbian OS v9.1. Vine echipat cu aplicații calendar, to do list, World Clock, alarmă, calculator, convertor de unitate, aplicații pentru citirea și scrierea Word, Excel, PowerPoint.
Se poate naviga prin GPS cu ajutorul unui receptor GPS Bluetooth.

## Caracteristici
- Symbian OS v9.1
- Memorie internă 64 MB
- GSM 800/1800/1900
- Wi-Fi compatibil SIP și client VoIP
- Bluetooth
- Infraroșu
- Suport pentru Word/Excel/PowerPoint
- 3G, EDGE, GPRS
- Player AAC/MP3 și MPEG4
- Slot card MMC
- USB